# Ksar Tingdid Tighremt
Ksar Tingdid Tighremt (en arabe : قصر تنگضيض تيغرمت) est un village fortifié dans la province de Zagora, région de Draa-Tafilalet au sud-est du Maroc .